# Edward Capell
Pour les articles homonymes, voir Capell.
Edward Capell (Troston (Suffolk), 11 juin 1713 - 24 février 1781) est un critique littéraire britannique.
Il a consumé sa vie à épurer le texte de Shakespeare et a donné une édition fort estimée de cet auteur, Londres, 1783, 3 volumes in-4.
Il avait publié en 1760, sous le titre de Prolusiones, un recueil d'anciennes poésies anglaises devenues rares.

## Source
Cet article comprend des extraits du Dictionnaire Bouillet. Il est possible de supprimer cette indication, si le texte reflète le savoir actuel sur ce thème, si les sources sont citées, s'il satisfait aux exigences linguistiques actuelles et s'il ne contient pas de propos qui vont à l'encontre des règles de neutralité de Wikipédia.